# 布賴特峰 (勞特布倫嫩)
CH-VS_scale:100000 46°28′42.3″N 7°52′35.7″E / 46.478417°N 7.876583°E

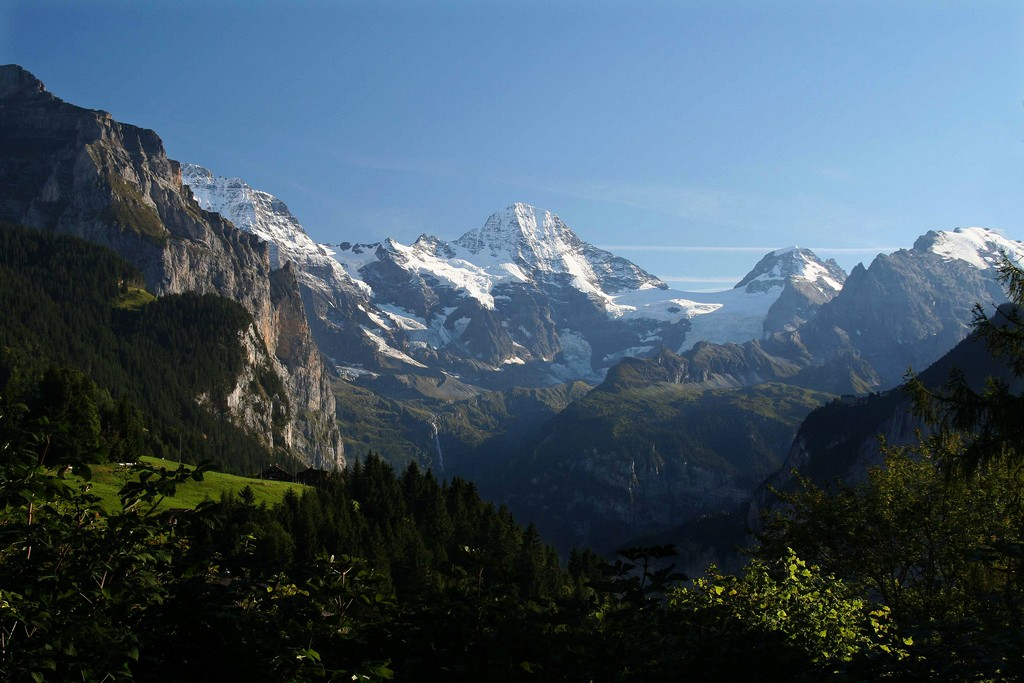

布賴特峰（德語：Breithorn）是瑞士伯恩州和瓦萊州的山峰，位於該國南部，屬於伯尔尼山的一部分，海拔高度3,780米，人類在1865年7月31日首次登頂。

## 外部連結
- Lauterbrunnen Breithorn on Hikr （页面存档备份，存于）